# Lukáš Mašek
Lukáš Mašek (* 8. května 2004 Mladá Boleslav) je český profesionální fotbalista, který hraje na pozici útočníka či křídelníka za český klub FC Slovan Liberec a za český národní tým do 20 let.

## Klubová kariéra

### Mladá Boleslav
Mašek je odchovancem Mladé Boleslavi. Svůj debut v A-týmu si odbyl 8. listopadu 2020, kdy ve věku šestnácti let nastoupil do závěru ligového utkání proti pražské Slavii. Mašek byl vyhlášen druhým nejlepším mladším dorostencem v ČR za rok 2020. Dohromady v sezoně 2020/21 nastoupil do 6 soutěžních utkání.
Mašek pravidelně nastupoval také v sezoně 2021/22, odehrál 25 soutěžních utkání a připsal si jednu asistenci, a to na branku Jiřího Skaláka v utkání třetího kola české nejvyšší soutěže proti Pardubicím při remíze 1:1. V srpnu 2021 podepsal novou smlouvu s Mladou Boleslaví do roku 2023.
Mašek poprvé skóroval v dresu Mladé Boleslavi 19. října 2022, kdy se gólem podílel na výhře 4:0 nad Prostějovem ve třetím kole MOL Cupu. Dne 29. října 2022 vstřelil svou první prvoligovou branku, a to při prohře 1:3 na půdě Baníku Ostrava. Celkem v sezoně 2022/23 nastoupil Mašek do 19 soutěžních utkání, v nichž vstřelil 2 branky.
Dne 30. srpna 2023 vstřelil Mašek dvě branky při výhře 4:2 nad Ústím nad Labem ve druhém kole českého poháru. V průběhu podzimní části sezony 2023/24 přišel Mašek o své místo v sestavě, dohromady odehrál 9 utkání a vstřelil 2 branky.
V lednu 2024 odešel na půlroční hostování do druholigové Chrudimi. 30. března vstřelil své první dvě branky v novém angažmá, a to při výhře 4:2 nad Prostějovem. 27. dubna Mašek čtyřmi brankami rozhodl o výhře 6:3 nad Příbramí. Ve Fortuna:Národní lize nastoupil dohromady do 14 utkání, v nichž vstřelil 6 branek a přidal 2 asistence.
V létě 2024 se Mašek vrátil do kádru Mladé Boleslavi. 25. července si odbyl svůj debut v pohárové Evropě, a to v utkání druhého předkola Konferenční ligy proti litevskému Transinvestu. S týmem se mu podařilo postoupit až do ligové fáze soutěže, dohromady v Evropě nastoupil do sedmi utkání. 11. srpna gólem a asistencí pomohl Mladé Boleslavi k výhře 4:0 nad Českými Budějovicemi. Dohromady v sezoně 2024/25 nastoupil do 25 soutěžních utkání, vstřelil 5 branek a přidal 2 asistence.

### Slovan Liberec
V létě 2025 se Mašek stal hráčem Slovanu Liberec na základě předběžně podepsané dlouhodobé smlouvy z ledna téhož roku.

## Reprezentační kariéra
Mašek odehrál mezi lety 2018 a 2024 dohromady 43 utkání v dresu českých mládežnických reprezentací, v nichž vstřelil 14 branek.